# Seacliff, Kalifornien
Seacliff är en ort i Santa Cruz County i delstaten Kalifornien, USA.